# Kottayam Pushpanath
Kottayam Pushpanath, nome artístico de Pushpanathan Pillai (1938 – 2 de maio de 2018) foi um escritor e tradutor indiano,
Escreveu vários romances, como ficção científica e de terror, traduziu para a língua malaiala obras importantes como o Drácula de Bram Stoker. Uma grande parte dos trabalhos do autor prolífico surgiu principalmente nas décadas de 1970 e 1980. Dois de seus romances, Chuvanna Anki e Raktharakshas, foram transformados em filmes.

## Obras
- Chuvanna Manushyan (The Red Man)
- Pharahonte Maranamuri (The Death Room of Pharaoh)
- Draculayude Magal (The Daughter of Dracula)
- Lucifer
- Draculayude Anki (Dracula's Coat)
- Operation Space Rocket
- Thurangathile Sundhari (The Beauty in the Tunnel)
- Devil
- Rajarajeswari
- Overbridge
- Dracula Asiayil (Dracula in Asia)
- Oru Narthakiyude Maranam (The Death of a Lady Dancer)
- Parallel Road
- Draculakkotta (The Fort of Dracula)
- Dial 0003
- Devil's Corner
- Dinosaurs
- Level Cross
- Hitler’s Skull
- Timur’s Skull
- The Murder
- The Blade
- Napoleonte Pratima (The Napoleon's Statue)
- Simham (The Lion)
- Murder Gang
- Red Robe
- Nizhalillatha Manushyan (The Man without Shadow)
- London Kottarathile Rahasyangal (The Secrets of London Palace)
- Monalisayude Ghathakan (The Murderer of Monalisa)
- Kardinalinte Maranam (The Death of Cardinal)
- Dracula (Malayalam translation of Dracula)
- Pandavan Mala
- Rahasyam
- Thandavam
- Aaru Viral
- Chuvanna Neerali
- Death Rays
- Hotel Psycho
- Ladies Hostelile Bheekaran
- Murder Gang
- Nagachilanka
- Nagamanikyam
- Neelaraktham
- The Blade
- Yakshimana
- Durgakshethram
- Chuvanna Kaikal
- Death Circle
- Triple X
- Agnimanushian
- Nalam Valavile Nagasundari
- Mandramohini
- Neelakannukal
- Devayakshi
- Gandharvayamam
- Tornado
- Brahmarakshassu
- Rajkottile Nidhi
- Yakshikkavu
- Project 90
- King Cobra
- The Jeep
- Garudan
- Devanarthaki
- Dead Lock
- Avan Varunnu
- Kazhukante Nizhal
- Computer Girl
- Detective Marxinum Bheekarasthvavum
- Jarasandhan
- Secret
- Deadly Heart
- Bermuda Triangle